# Anleitung zum Unglücklichsein (Film)
Anleitung zum Unglücklichsein ist ein deutscher Spielfilm aus dem Jahr 2012 nach dem gleichnamigen Sachbuch von Paul Watzlawick. Die Hauptrolle spielt Johanna Wokalek. In weiteren Rollen sind Iris Berben, Richy Müller und David Kross zu sehen. Das Drehbuch stammt von Sherry Hormann, die auch Regie führte. Der Kinostart war am 29. November 2012.

## Handlung
Tiffany Blechschmid ist unscheinbar, ein bisschen abergläubisch und Single. Obwohl es in ihrem Feinkostgeschäft selbstgebackene Glückskekse gibt, misstraut sie selbst dem Glück zutiefst, ist doch bisher jedem Erfolg in ihrem Leben eine Katastrophe gefolgt. Tiffany steht sich mit ihren negativen Gedanken einfach immer selbst im Weg. Eines Tages zieht Hans Luboschinski, ein berühmter Pianist, gegenüber dem Feinkostladen ein. Tiffany und ihre Angestellten beobachten gespannt das Geschehen, als der Konzertflügel mit Getöse zu Bruch geht. Luboschinski erscheint sofort, um nachzusehen, ob sonst niemandem etwas passiert ist, da erkennt Tiffany in ihm ihren Klavierlehrer aus Kindheitstagen. Das weckt sofort in ihr Erinnerungen an alte Zeiten, so hatte sie schon als Kind den Eindruck, dass immer alle anderen besser wären als sie. Trotzdem hat sie es zu einem eigenen Laden gebracht, und als Luboschinski sich eine Kleinigkeit kauft und sie nach zwanzig Jahren nicht wiederzuerkennen scheint, ist sie wie damals davon überzeugt, nur Durchschnitt zu sein, an den man sich eben nicht erinnert.
Allerdings hat sie den Eindruck, dass der Roma, der auf der Straße um Almosen bettelt, ein gutes Zeichen sei; dass er den Krieg überlebt hat, muss ein Glück sein. Prompt spricht sie am Abend der Polizist Frank an und möchte sich mit ihr verabreden. Er sieht sie als Prinzessin, doch holt die Realität (in Form ihrer verstorbenen Mutter) sie sehr schnell wieder ein. Diese erscheint ihr nachts in ihren Träumen, um ihr ins Gewissen zu reden. So wollte sie ihre Tochter immer als Vegetarierin erziehen und war nicht damit einverstanden, als sie einen Feinkostladen eröffnete. Aber auch in Tagträumen begleitet ihre Mutter sie, um ihr in den unpassendsten Momenten zu erscheinen und sie mit ihren Ratschlägen zu quälen.
Am nächsten Tag ist Hans Luboschinski im Feinkostgeschäft zu Gast. Erstaunt stellt Tiffany fest, dass er sie doch wiedererkannt hat. Er macht ihr Komplimente und ermuntert sie wieder Klavier zu spielen, doch kommt ihr sogleich die Erinnerung an ihre autoritäre Mutter.
Am Abend hat sie sich mit dem Polizisten Frank zum Essen verabredet, der ihr ernsthafte Avancen macht. Aber er redet auch viel von seiner Arbeit, sieht überall potentielle Straftaten und nervt mit seinem übertriebenen Sicherheitsdenken. So geht Tiffany nach ihrem Rendezvous doch wieder nur allein in ihre Wohnung zurück.
Tags darauf weckt der junge Fotograf Thomas Paulson ihr Interesse, als dieser zufällig in den Laden kommt. Um ihren Gefühlen nicht nachgeben zu müssen, behandelt sie ihn recht abweisend, was ihn aber nicht davon abhält, sie am Abend zum Essen einzuladen. Doch sie muss ihm absagen, da sie schon mit Frank verabredet ist, den sie dieses Mal mit zu sich in die Wohnung nimmt. Sie kann jedoch die Intimitäten nicht genießen, da ihr wiederum ihre Mutter erscheint und laufend dazwischenredet. So endet der Abend für beide unbefriedigend, und Frank verlässt die Wohnung, nachdem Tiffany, ihre Mutter meinend, laut ausspricht: „Verschwinde endlich aus meinem Leben.“
Am nächsten Tag ist Thomas Paulson wieder im Feinkostladen zu Gast und beschwert sich, dass Tiffany so schlechte Laune habe, wo das zu einer so schönen Frau doch gar nicht passen würde. Doch geht sie nicht weiter darauf ein, und unverrichteter Dinge begibt sich Thomas wieder in sein Fotostudio. Unerwartet kommt Tiffany mit ihrem neuen Nachbarn ins Gespräch. Dies gestaltet sich sehr tiefgründig, denn Luboschinski hat offensichtlich größere Probleme. Tiffanys Vermieter Paul konnte ihn von einem Selbstmordversuch abhalten. Er gesteht ihr, dass er nicht zufällig wieder in ihre Nähe gezogen ist. Er hatte gehofft, nach jahrelangem Aufenthalt in Amerika, Tiffanys Mutter wieder zu treffen, und ist schwer getroffen, als er erfahren muss, dass sie schon seit drei Jahren tot ist. Er hatte mit Tiffanys Mutter ein Verhältnis und hatte stets vergeblich gehofft, dass sie ihren Mann für ihn verlassen würde.
Aber auch Tiffany muss wieder einen Schicksalsschlag einstecken, denn der Polizist Frank hat sich aus Versehen, beim Reinigen seiner Pistole, selbst erschossen. Damit gibt sie sich die Schuld, dass es an dem verkorksten Abend gelegen haben könnte. Wieder ist Tiffany davon überzeugt, das Unglück magisch anzuziehen. Aber ihr wird auch die Endlichkeit des Lebens neu bewusst. So ist sie endlich bereit, ihrem Vater zu verzeihen, den sie jahrelang nicht gesehen hat. Als sie ihn besucht, sprechen sie sich aus. Sie gab ihm immer die Schuld daran, sie und ihre Mutter vor Jahren verlassen zu haben. Jetzt, da sie weiß, dass ihre Mutter diejenige war, die nicht treu sein konnte, sieht sie die Dinge endlich von ihrer richtigen Seite. Es gelingt ihr plötzlich, die positiven Dinge zu sehen und sich zu freuen, als der Roma wieder vor ihrem Feinkostladen auftaucht, nachdem er tagelang verschwunden gewesen war.
Voller Elan stürzt sie sich froh gelaunt in die Arbeit und backt auch wieder neue Glückskekse. Als der Fotograf Thomas Paulson in ihrem Geschäft eine große Torte bestellt, bringt sie diese persönlich zu ihm.  Unaufhörlich redet sie, und Thomas hört einfach nur zu. So stolpert sie am Ende über das ganz große Glück. Und dass sie glücklich ist, hören ihre Mitarbeiter und Gäste im Laden, als sie gefühlvoll und beschwingt ihr Klavier zum Klingen bringt. Sie ist nicht mehr Single und betrachtet das Leben nun endlich aus der richtigen Richtung und nicht mehr von hinten.

## Produktion

### Buchvorlage
Das 1983 veröffentlichte Sachbuch Anleitung zum Unglücklichsein des österreichischen Psychologen Paul Watzlawick ist auf den ersten Blick eine Art Anti-Ratgeber, der „Empfehlungen“ zu der Frage abgibt, wie man sein Leben unerträglich gestalten kann. Allerdings kann (und soll) man in Wirklichkeit das Buch gegen den Strich lesen: Indem der Leser sich bemüht, die im Buch „empfohlenen“ Verhaltensweisen und Haltungen abzulegen, kann er das Ausmaß des empfundenen Unglücks reduzieren.
Sherry Hormann versteht den Film unter anderem als Liebeserklärung an das Leben, „weil wir das Glück nur erfühlen können, indem wir auch das Unglück kennen.“ Die Erweiterung von Glück entstehe, wenn man den Mut aufbringe, auch seine Ängste anzuschauen.

### Dreh
Gedreht wurde Ende Juni bis Anfang August 2011 hauptsächlich im Studio Babelsberg in Potsdam. So wurde Tiffany Blechschmids Feinkostladen, ein Berliner Eckgeschäft, mit Küche, Gastraum und Straßenkreuzung in der Marlene-Dietrich-Halle auf dem Studiogelände aufgebaut. Neben dem Feinkostladen sind auch die Wohnungen von Tiffany, ihrem Nachbarn und die ihrer Eltern Studiobauten im Tonkreuz. Einige Außenaufnahmen entstanden in Berlin-Kreuzberg (Fidicinstraße) und Nordrhein-Westfalen (Köln, Hürth, Bergisch Gladbach).

### Finanzierung
Anleitung zum Unglücklichsein ist eine Produktion der Desert Flower Filmproduktion, produziert von Peter Herrmann. Der Film entstand in Ko-Produktion mit der ARD-Degeto, dem Bayerischen Rundfunk und Studio Babelsberg / 8. Babelsberg Film GmbH, der B.A. Produktion GmbH, der MTM west television & film GmbH und der Studiocanal Film GmbH, gefördert durch Film- und Medienstiftung NRW, Medienboard Berlin-Brandenburg, FilmFernsehFonds Bayern, Filmförderungsanstalt (FFA), den Deutschen Filmförderfonds (DFFF) und den BKM. Der Film wurde mit insgesamt 2,2 Millionen € gefördert. Ferner wurde Anleitung zum Unglücklichsein mit Unterstützung durch den Bayerischen Filmpreis produziert, nachdem Wüstenblume, die erste Zusammenarbeit zwischen dem Produzenten Peter Herrmann und Sherry Hormann, den Produzentenpreis des Bayerischen Filmpreises 2009 gewonnen hatte. 

## Nachwirkung
In der Startwoche sahen ihn knapp 25.000 Besucher. Laut FFA erzielte die Produktion ein Einspielergebnis von € 557.189,- mit einer Zuschauerzahl von 80.044 Besuchern.

## Filmkritiken
Aviva-Berlin, ein Online-Magazin für Frauen, lobt den Film überschwänglich: „Ein liebenswürdiger, unterhaltsamer und witziger Film mit einem eindrucksvollen Aufgebot großer deutscher SchauspielerInnen. Eine Art ‚Fabelhafte Welt der Tiffany‘ in Berlin, bei der die Zuschauerinnen keinen großen psychologischen Tiefgang erwarten sollten, aber das Kino mit der Einladung verlassen, glücklich zu sein.“
Das Gros der Kritiker hält den Film für mittelmäßig. So stört z. B. Walli Müller das „Glückskeks-Niveau“ des Films. Akzeptiere man dieses, so gelte, dass Glückskekse, „goldig verpackt“, „auch Spaß machen“ könnten.
Sophie Charlotte Rieger ist von der Watzlawick-Verfilmung enttäuscht: „Die Verfilmung des paradoxen Ratgebers Anleitung zum Unglücklichsein kann einen Großteil der lebensverneinenden Haltung der Vorlage transportieren. Leider gelingt es Regisseurin Sherry Hormann nicht, auch die Ironie Paul Watzlawicks zu übernehmen. Doch es ist genau diese ironische Distanz, die dem Buch nicht nur seinen Witz verleiht, sondern es dem Leser auch ermöglicht, sich schmunzelnd selbst zu erkennen. Ohne die Ironie fügt sich Anleitung zum Unglücklichsein passgenau in das Selbstbild der Hauptfigur: mittelmäßig und ohne großen Wiedererkennungswert.“
Einen Totalverriss liefert Peter Zander: Eine „Restgefahr, dass der Film trotzdem irgendwie laufen, dass er am Ende doch noch ein Erfolg werden könnte“, besteht ihm zufolge angesichts der Vielzahl von Fehlern, die die Filmemacher zu verantworten hätten, nicht.
Das Frauen-Online-Magazin erdbeerlounge schreibt: „Das Kultbuch aus den 1980er Jahren hat Komödienexpertin Sherry Hormann (Irren ist männlich) jetzt mit Starbesetzung verfilmt. [...] Anleitung zum Unglücklichsein ist ein Ensemblefilm, der durch die schauspielerischen Leistungen der Darsteller überzeugt. [...] Entstanden ist eine federleichte Komödie voll melancholischer Momente über Liebesglück und Liebesleid, die allen Pechvögeln Hoffnung auf eine bessere Zukunft verspricht.“